# Skymningssagor
För barnprogrammet på SVT, se Skymningssagor (TV-serie).
Skymningssagor är en samling berättelser av Gustav Sandgren som utgavs i två delar 1936 och 1946. Böckerna illustrerades av Stig Åsberg. När berättelserna utgavs tillsammans i en volym i Bonnierbiblioteket 1955 beskrevs Skymningssagor i förordet som Sandgrens mästerverk.

## Innehåll
Skymningssagor (1936)
- Blomman och stormen
- Fågel blå
- Paradisvandring
- Sången som sjungs en gång
- En saga om trollet och Nordens själ
- Rösten i hjärtat
- Sanningssökaren
- En molnsaga

Skymningssagor (1946)
- Johannes och huldran
- Livets träd
- Himmelsbåten
- Kvarnlåten
- Legenden om lyckan
- En man spelar flöjt
- Den nya vägen